# Archie Jackson (cầu thủ bóng đá)
Archibald Jackson (25 tháng 1 năm 1901 - 11 tháng 11 năm 1985) là một cầu thủ bóng đá chuyên nghiệp người Anh thi đấu ở vị trí trung vệ cho Sunderland.
Sinh ra ở Anh nhưng lớn lên ở Scotland, ông là con trai của cầu thủ bóng đá Jimmy Jackson, em trai của cầu thủ James Jackson, và anh họ của vận động viên cricket người Úc Archie Jackson.